# L'Étoile du matin
Pour l’article homonyme, voir L'Étoile du matin.
L’Étoile du matin (titre original : Morningstar) est un roman fantasy de David Gemmell paru en 1992 en anglais et en 2003 en français (traduction d'Alain Névant pour Bragelonne).
Ce livre se situe dans le même monde que les romans principaux du cycle de Drenaï. Chronologiquement il se situe plusieurs centaines d'années avant Waylander. Une allusion est faite à un moment à Ventria, un royaume contemporain du royaume Drenaï. On remarque aussi que le peuple angostin est mentionné dans le troisième tome de Waylander et dans Les Épées de la nuit et du jour. Il est également évoqué une des méthodes des créations des Unies, créatures mi-homme mi-bête qui apparaissent régulièrement le Cycle de Drenaï.  
Ce livre s'inscrit également dans la continuité de Renégats, même si les allusions aux chevaliers de la Gabala (héros de Renégats) sont très courtes. Les chevaliers sont présentés comme des personnages mythiques, ayant vécu plusieurs siècles avant les évènements de l’Étoile du matin. Cependant, les ennemis de ce premier opus étaient les Vyres, un peuple vampire, vivant dans une autre dimension et ceux-ci souhaitaient venir dans ce monde pour trouver de nouvelles proies. 
L’Étoile du matin contribue à approfondir le contexte du monde de Drenaï, en évoquant des évènements très anciens décrit comme légendaires, telle l'histoire du guerrier Rabain et de la sorcière Horga. 

## Résumé
Un vieux barde illusionniste surnommé Owen Odell raconte la véritable histoire de L’Étoile du matin, celui-ci, présent dans l'imaginaire de tous comme l'archétype du héros, est alors présenté sous son vrai jour, comme un homme égoïste, aimant l'or et les femmes par-dessus tout.

## Autour du roman
- Il s'agit du seul livre de David Gemmell écrit à la première personne. Le personnage d’Owen Odell en est le narrateur.

- Ce roman met particulièrement en avant la pensée religieuse de l'auteur (de confession chrétienne[2]).